# Råtjärnen (Fryksände socken, Värmland, 666318-133833)
Råtjärnen är en sjö i Torsby kommun i Värmland och ingår i Göta älvs huvudavrinningsområde.